# Michael Obiku
Michael Obiku (nacido el 24 de septiembre de 1968) es un exfutbolista nigeriano que se desempeñaba como delantero.
Michael Obiku jugó 7 veces para la selección de fútbol de Nigeria entre 1988 y 1993.

## Trayectoria

### Clubes
| Club                  | País         | Año       |
| --------------------- | ------------ | --------- |
| Flash Flamingoes      | Nigeria      | 1986-1987 |
| Heartland             | Nigeria      | 1987-1989 |
| Anorthosis Famagusta  | Chipre       | 1989-1992 |
| Feyenoord de Róterdam | Países Bajos | 1992-1996 |
| Helsingborgs IF       | Suecia       | 1994      |
| Mallorca              | España       | 1996-1997 |
| Avispa Fukuoka        | Japón        | 1997-1998 |
| AZ Alkmaar            | Países Bajos | 1998-1999 |
| Anorthosis Famagusta  | Chipre       | 1999-2000 |

### Selección nacional
| Selección | País    | Año       |
| --------- | ------- | --------- |
| Absoluta  | Nigeria | 1988-1993 |

## Estadística de equipo nacional
| Selección de fútbol de Nigeria | Selección de fútbol de Nigeria | Selección de fútbol de Nigeria |
| Año                            | Part.                          | Goles                          |
| ------------------------------ | ------------------------------ | ------------------------------ |
| 1988                           | 0                              | 0                              |
| 1989                           | 3                              | 1                              |
| 1990                           | 0                              | 0                              |
| 1991                           | 0                              | 0                              |
| 1992                           | 0                              | 0                              |
| 1993                           | 1                              | 0                              |
| Total                          | 4                              | 1                              |